# Szamszöüpou
Szamszöüpou (kínaiul: 深水埗區, népszerű átírással: Sham Shui Po) Hongkong egyik kerülete, mely Kaulung (Kowloon) városrészhez tartozik. Itt található a Han-kori Léjcengnguk (Lei zeng nguk) sírmúzeum.